# Ronny Reich
Ronny Reich (în ebraică רוני רייך, n. 31 martie 1947, Rehovot) este un arheolog israelian, cercetător al vestigiilor antice din Ierusalim. Reich este profesor de arheologie la Universitatea din Haifa.

## Biografie

### Copilăria și tinerețea
Ronny Reich s-a născut în 1947 la Rehovot, pe atunci în Palestina sub mandat britanic ca fiu al lui David (Romek) Reich refugiat evreu din Polonia și a soției sale Herta, născută Eisler, refugiată din Mürzzuschlag (Austria). Tatăl, David Reich, a căzut după numai un an în Războiul de Independență al Israelului în cursul luptelor din Operațiunea Dani. Ronny Reich a crescut la Holon. Ca orfan de război si fiu unic a fost primit la studii la Universitatea Ebraică din Ierusalim, de îndată după studiile liceale efectuate la Holon. A studiat geografia și arheologia. În timpul serviciului militar a servit drept instructor și ghid pentru cunoașterea geografiei și istoriei Israelului, functie care de mare căutare după Războiul de Șase Zile.
Întors din armată la universitate Reich a vrut sa continue studiile de geografie fizică (cu profesorul Asher Schick), dar ca urmare a muncii la excavatiile arheologice de la Ierusalim, a ales să facă studii de master în arheologie, orientându-se spre studiul Epocii de Fier și al culturii asiriene.

### Activitatea
Lucrarea sa de masterat sub conducerea profesorului Igael Yadin s-a ocupat de arhitectura regală asiriană în Asiria, Siria și Palestina antică.Ulterior  a scris mai multe articole despre diverse aspecte legate de cultura asiriană în săpăturile de la Ayelet Hashahar, Tell Abu Salima, Beit Tzur, Tel Jemme, Ramat Rahel, Meghido, Hatzor și Buseira.
Participarea sa la săpăturile din Cartierul evreiesc din Orașul Vechi al Ierusalimului efectuate între anii 1969-1978 sub conducerea lui Nahman Avigad au dus în acea vreme la o cotitură a interesului său științific de la Epoca de Fier la cea Romană timpurie.
În anul 1990 el și-a terminat teza de doctorat „Mikvaot (Băi rituale evreiești) în Țara Israelului din Epoca celui de-al Doilea Templu și din perioadele Mișnei și a Talmudului, sub îndrumarea profesorilor Nahman Avigad și Lee  Israel Levine. Teza sa se baza pe descoperiri făcute în cursul acestor excavații. Lucrarea a fost considerată un studiu de referință într-un subiect care nu fusese niciodată până atunci studiat din perspectivă arheologică.
În anul 1978 Reich a început să lucreze la Departamentul de antichități și muzee ca director al arhivei științifice.
Sub conducerea sa a început procesul de digitalizare a informațiilor despre siturile arheologice și a listei excavațiilor din Israel, cu ajutorul ordinatorului central al Ministerului Educației și al Culturii. În anul 1986 a ocupat pentru scurtă vreme funcția de arheolog al Districtului de Centru. Apoi, după intrarea generalului în rezervă Amir Drori în funcția de director general al Oficiului Antichităților al Israelului, Reich l-a asistat pe acesta în transformarea Oficiului într-o instituție  guvernamentală.   

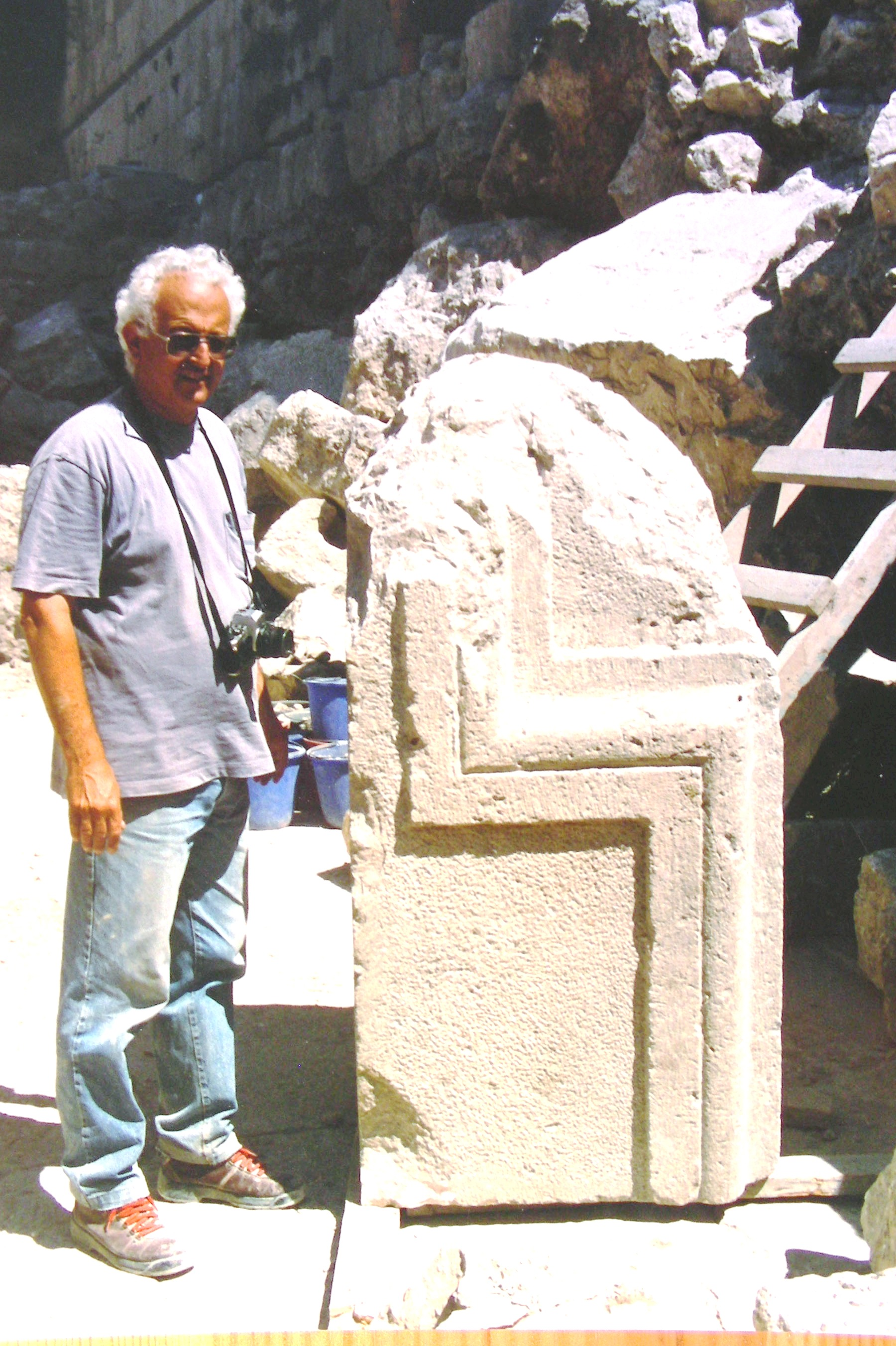
Ronny Reich în 1996 pe șantierul arheologic al străzii herodiene dezvelite în Ierusalimul vechi

Înanul 1989 Reich a revenit pe teren conducând săpături arheologice la Ierusalim. Mai întâi a excavat în zona Mamilla, în preajma Poartei Jaffa, unde a descoperit morminte din Epoca de Fier și cea Bizantină, inclusiv un mormânt comun din vremea masacrelor anticreștine perpetrate în Palestina de persanii sasanizi în anul 614, un cartier bizantin din afara zidurilor cetății și un fragment din zidul cetății din vremea mamelucilor Ayubizi.
În anii 1994-1996 împreună cu Yaakov Billig, Reich a descoperit o parte din Strada herodiană de lângă Muntele Templului și de lângă Arcul Robinson, iar împreună cu Yuval Baruch a săpat lângă Poarta Hulda de est a Muntelui Templului. 
Între anii 1995-2010 Ronny Reich și Eli Shukron au efectuat excavații îndelungate în Orașul lui David din Ierusalim.O însemnătate deosebită au avut săpăturile de lângă Izvorul Ghihon care au pus în evidență noi părți zidite și cioplite din sistemul acvifer canaanit, cunoscut sub numele de Canalul Warren. 
Reich și Shukron au oferit o nouă înțelegere, cu totul deosebită, a locului.Ei au remarcat ca izvorul era fortificat într-un turn provenind încă din Epoca de Bronz mijlocie. Ei au băgat seamă de asemenea, că așa numitul canal Warren nu era o parte din sistemul acvifer, deoarece în Epoca de Bronz mijlocie el nu era vizibil și accesibil. În schimb au găsit lângă izvor un bazin cioplit, în care locuitorii orașului trăgeau apa din izvor.  
O altă descoperire importantă în acel bazin cioplit au fost cioburi de „bule” anepigrafice (cu ilustrații dar fără inscripții) și o cantitate imensă de oase de pește, care cu ajutorul obiectelor de lut au fost datate ca fiind de la finele secolului al IX-lea și începutul secolului al VIII-lea î.Hr., perioadă care până atunci fusese lipsită de vestigii arheologice la Ierusalim. 
Pe parte cealaltă a dealului Orașului lui David cei doi arheologi au dezvelit părți dintr-un bazin mare cu trepte, pe care l-au identificat cu Bazinul Shiloah din vremea celui de-al Doilea Templu, parti dintr- strada in trepte care pornea dinspre bazin în direcția Muntelui Templului și porțiuni din canale de drenaj centrale ale orașului dedesubtul străzii pietruit, toate acestea fiind vestigii de la finele perioadei celui de-al Doilea Templu. 
În anul 2011 în cadrul celui de-al 12-lea congres științific consacrat săpăturilor din Orașul lui David, Reich a emis ipoteza controversată după care Bazinul Shiloah a fost creat mai devreme decât în perioada domniei regelui Hizkiyahu.
În afara studiilor sale asupra băilor rituale iudaice și asupra Ierusalimului antic, Reich a cercetat diverse aspecte ale vieții cotidiene în timpul celui de-al Doilea Templu în Iudeea antică, efectuând între altele un studiu asupra greutăților de piatră folosite ca măsurători mai ales la Ierusalimul antic.
În anul 1995 Reich a devenit membru al corpului didactic al Universității din Haifa, mai întâi în calitate de conferențiar de arheologie clasică, din 2002 ca profesor extraordinar și din 2006 ca profesor titular. Între anii 2002-2005 Ronny Reich a fost decanul facultății de arheologie.
În anul 2010 le a fost numit președintele Consilului arheologic având funcția de a sfătui pe ministrul învățământului și culturii și Oficiul de Antichități în probleme de arheologie.

### Activitatea sa de popularizare a arheologiei în rândurile publicului larg
Ronny Reich a acordat însemnatate familiarizării publicului larg cu datele arheologice, a ajutat la dezvoltartea sitului internet al Oficiului Antichităților al Israelului și a încurajat vizitele turistice pe șantierele arheologice unde a lucrat. 
El a luat parte la dezvoltarea parcului arheologic de lângă Muntele Templului și a Muzeului Davidson  și a centrului de vizitatori de lîngă Izvorul Ghihon din Orașul lui David.

## Premii si distincții
- 2000 - Premiul Ierusalim pentru arheologie
- 2012 - Crucea de onoare a Austriei, pentru știintă și arte, clasa I.

## Cărți

#### Ca unic autor
- 1990, 2013 Mikvaot tohora yehudiyim bimey habaiyt hasheni uvitkufat hamishna vehatalmud

 - Băi rituale  (mikvaot) evreiești în vremea celui de-al Doilea Templu și în epoca Mishnei și a Talmudului
- 1995 - Hazmana learkheologia - Invitație în arheologie - capitole de arheologie teoretică
- Lahpor et Ir David, hamakom shebo hehelu toldoteha shel Yerushalaim (Săpături în Orașul lui David, locul unde a inceput istoria Ierusalimului)

(Ronny Reich, Excavating the City of David, Where Jerusalem's History Began, Israel Exploration Society, Jerusalem, 2011, ISBN 978-965-221-082-1)

#### În colaborare
- 1994 - cu Dubi Tal  - Avanim gdolot min hashamayim:Kav Haofek - arheologia (Pietre mari din cer:la orizont - arheologia)
- 1997 - Golan - Album de fotografii aeriene
- 1998 - Yerushalaim - Madrikh lagan haarheologhi (Ierusalim - ghid al parcului arheologic)
- 2008 Atlas Haolam heatik (Atlasul lumii antice)

#### În redacția sa
1998 - cu Yaakov Meshorer - Emtzaey tashlum kedumim umatbaot (Mijloace de plată antice și monede)

### Traduceri
Ronny Hecht s-a ocupat în timpul său liber și cu traducerea în ebraică a unor cărți din domeniul arhitecturii, al arheologiei și al beletristicii:
Vitruviu -  Despre arhitectură, Andrea Palladio - Patru cărți despre arhitectură, Giacomo Barozzi de Vignola - Reguli pentru cele cinci ordine ale arhitecturii, Ross King-  Calota lui Brunelleschi:povestea Domului din Florența, 
Louis Vincent - Ierusalimul de jos - descoperiri în Orașul lui David 1909-1911, 
Fredrick Jones Bliss și Archibald Dickie, Excavations at Jerusalem 1894–1897 - Săpături la Ierusalim, descoperiri din Orașul lui David și de pe Muntele Sion, 1894-1897, Pliniu cel Bătrân -  Historia naturalis, Bertolt Brecht - Discuții de refugiați (Flüchtlingsgespräche),Christian Morgenstern - Cântece de spânzurătoare, și cartea autobiografică a mamei sale, Herta Reich - În două zile - fuga unei evreice din Mürzzuschlag (1938-1944)